# Stolac
Stolac je mesto in središče istoimenske občine v južni Bosni in Hercegovini.

## Zemljepis
Stolac leži na jugovzhodu države, v Hercegovini. Razteza se ob reki Bregavi in je središče plodnega Stolačkega polja, ki ga obkrožata gori Hrgud in Vidovo polje. Podnebje je sredozemsko, burja lahko v Stolcu doseže hitrost do 120 km/h. Skozi mesto potekata cesti Mostar–Trebinje in Stolac–Neum. 

## Prebivalstvo
Po podatkih popisa prebivalstva leta 1991 je v Stolcu živelo 5530 prebivalcev, medtem ko je ob popisu leta 2013 mesto imelo 3816 prebivalcev. Med prebivalstvom so prevladovali Bošnjaki z znatnimi manjšinami Hrvatov in Srbov.
| . Stolac, popis 1991; skupaj 5530 Muslimani 3426 (62,0 %) Hrvati 653 (11,8 %) Srbi 1111 (20,1 %) drugi in neznano 340 (6,1 %) | . Stolac, popis 2013; skupaj: 3816 Bošnjaki 2647 (69,4 %) Hrvati 892 (23,4 %) Srbi 144 (3,8 %) drugi in neznano 133 (3,5 %) |

## Občina
Občina Stolac poleg samega Stolca zajema še 25 naselij: Aladinići, Bančići, Barane, Bjelojevići, Borojevići, Brštanik, Burmazi, Crnići-Greda, Crnići-Kula, Do, Hodovo, Hrgud, Komanje Brdo, Kozice, Kruševo, Ljubljenica, Ošanjići, Pješivac-Greda, Pješivac-Kula, Poplat, Poprati, Prenj, Rotimlja, Trijebanj, Žegulja.
Deset naselij iz predvojne občine Stolac je po Daytonskem sporazumu pripadlo Republiki Srbski, kjer danes tvorijo občino Berkovići.
Občina ima po popisu 2013 skupno 14.502 prebivalca. Prebivalci občine so pretežno Hrvati (58,5 %) in Bošnjaki (38,2 %).